# Андраш Баршонь
Андраш Баршонь (угор. Bársony András; 23 липня 1946, Будапешт, Угорщина) — угорський політик, дипломат. Надзвичайний і Повноважний Посол Угорщини в Україні.

## Біографія
Народився 23 липня 1946 року в Будапешті. У 1988 році закінчив Будапештський університет економічних наук.
У 1994—1996 рр. — заступник голови Парламентської асамблеї Ради Європи, заступник голови Парламентської асамблеї ОБСЄ.
У 1994—1998 рр. — заступник голови комісії Державних зборів Угорщини з міжнародних питань, депутат парламенту, член комісії з міжнародних справ.
У 1996—1999 рр. — голова комісії з питань політики Парламентської асамблеї Ради Європи.
У 1998—2002 рр. — очолював угорсько-австралійську секцію Міжпарламентського союзу, заступник голови фракції з міжнародних справ Угорської соціалістичної партії, член комісії державних зборів з питань європейської інтеграції.
У 2001—2002 рр. — голова комісії з питань загальної політики і політики безпеки Парламентської асамблеї ОБСЄ, голова комісії Ради Європи з моніторингу.
У 2002—2006 рр. — державний секретар з питань політики МЗС Угорщини.
У 2007—2010 рр. — Надзвичайний і Повноважний Посол Угорщини в Україні.